# I Can Help
I Can Help is een nummer van de Amerikaanse zanger Billy Swan uit 1974.

## Achtergrond
Billy Swan tekende bij Monument Records in augustus 1973. Een van de eerste nummers die hij voor dit label schreef was "I Can Help". Hij schreef in een inloopkast in zijn huis die zijn vrouw had omgebouwd tot mini-studio. In een interview heeft Swan aangegeven het nummer in ongeveer 20 minuten geschreven te hebben.
"I Can Help" werd in maart 1974 geschreven en niet veel later nam Swan het in een professionele studio op met producer Chip Young. Het opvallende keyboardgeluid werd gespeeld door sessiemuzikant Bobby Emmons op een draagbare Farfisa-keyboard. De singleversie is met 2:58 ruim een minuut korter dan de albumversie (4:01). Aan de albumversie is aan het eind van het nummer een uitgebreide orgelcadens toegevoegd.
Het nummer combineerde invloeden uit de rockabilly en countrymuziek en werd een grote crossoverhit in meerdere landen. "I Can Help" behaalde de nummer 1-positie in de Verenigde Staten (zowel de Billboard Hot 100 als de Hot Country Songs-lijst), Noorwegen, Oostenrijk, Zwitserland, België, Nederland, West-Duitsland, Australië, Zweden, Denemarken en Frankrijk. Het eindigde in de top 20-jaarlijst van 1974 in Canada, en die van 1975 in Australië, België, West-Duitsland, Zwitserland en Nederland.
Het was de enige grote hit, en in veel landen de enige hit, voor Swan. Hij had echter wel langere tijd succes als songwriter voor andere artiesten. Het nummer is gecoverd door onder meer Elvis Presley, Loretta Lynn, Tom Jones, en Shakin' Stevens.

## Hitnoteringen

### Nederlandse Top 40
| Hitnotering: 07-12-1974 t/m 08-03-1975 | Hitnotering: 07-12-1974 t/m 08-03-1975 | Hitnotering: 07-12-1974 t/m 08-03-1975 | Hitnotering: 07-12-1974 t/m 08-03-1975 | Hitnotering: 07-12-1974 t/m 08-03-1975 | Hitnotering: 07-12-1974 t/m 08-03-1975 | Hitnotering: 07-12-1974 t/m 08-03-1975 | Hitnotering: 07-12-1974 t/m 08-03-1975 | Hitnotering: 07-12-1974 t/m 08-03-1975 | Hitnotering: 07-12-1974 t/m 08-03-1975 | Hitnotering: 07-12-1974 t/m 08-03-1975 | Hitnotering: 07-12-1974 t/m 08-03-1975 | Hitnotering: 07-12-1974 t/m 08-03-1975 | Hitnotering: 07-12-1974 t/m 08-03-1975 | Hitnotering: 07-12-1974 t/m 08-03-1975 |
| Week                                   | 1                                      | 2                                      | 3                                      | 4                                      | 5                                      | 6                                      | 7                                      | 8                                      | 9                                      | 10                                     | 11                                     | 12                                     | 13                                     |                                        |
| -------------------------------------- | -------------------------------------- | -------------------------------------- | -------------------------------------- | -------------------------------------- | -------------------------------------- | -------------------------------------- | -------------------------------------- | -------------------------------------- | -------------------------------------- | -------------------------------------- | -------------------------------------- | -------------------------------------- | -------------------------------------- | -------------------------------------- |
| Nummer                                 | 20                                     | 7                                      | 4                                      | 2                                      | 1                                      | 1                                      | 1                                      | 2                                      | 4                                      | 8                                      | 14                                     | 26                                     | 35                                     | uit                                    |

### Nationale Hitparade
| Hitnotering: 07-12-1974 t/m 01-03-1975 | Hitnotering: 07-12-1974 t/m 01-03-1975 | Hitnotering: 07-12-1974 t/m 01-03-1975 | Hitnotering: 07-12-1974 t/m 01-03-1975 | Hitnotering: 07-12-1974 t/m 01-03-1975 | Hitnotering: 07-12-1974 t/m 01-03-1975 | Hitnotering: 07-12-1974 t/m 01-03-1975 | Hitnotering: 07-12-1974 t/m 01-03-1975 | Hitnotering: 07-12-1974 t/m 01-03-1975 | Hitnotering: 07-12-1974 t/m 01-03-1975 | Hitnotering: 07-12-1974 t/m 01-03-1975 | Hitnotering: 07-12-1974 t/m 01-03-1975 | Hitnotering: 07-12-1974 t/m 01-03-1975 | Hitnotering: 07-12-1974 t/m 01-03-1975 |
| Week                                   | 1                                      | 2                                      | 3                                      | 4                                      | 5                                      | 6                                      | 7                                      | 8                                      | 9                                      | 10                                     | 11                                     | 12                                     |                                        |
| -------------------------------------- | -------------------------------------- | -------------------------------------- | -------------------------------------- | -------------------------------------- | -------------------------------------- | -------------------------------------- | -------------------------------------- | -------------------------------------- | -------------------------------------- | -------------------------------------- | -------------------------------------- | -------------------------------------- | -------------------------------------- |
| Nummer                                 | 18                                     | 5                                      | 4                                      | 2                                      | 1                                      | 1                                      | 1                                      | 3                                      | 3                                      | 10                                     | 21                                     | 25                                     | uit                                    |

### NPO Radio 2 Top 2000
| Nummer met noteringen in de NPO Radio 2 Top 2000 | '99  | '00  | '01  | '02  | '03 | '04  |
| ------------------------------------------------ | ---- | ---- | ---- | ---- | --- | ---- |
| I Can Help                                       | 1640 | 1324 | 1286 | 1657 | -   | 1978 |

1. ↑  Een '-' betekent dat het nummer niet was genoteerd en een vetgedrukt getal geeft de hoogste notering aan.
2. ↑  Deze tabel is bijgewerkt tot en met de laatste editie (2024).